# Ángeles Muñoz
María Ángeles Muñoz Uriol (Córdoba, 20 de enero de 1960) es una política española y actual alcaldesa de Marbella desde el 29 de enero de 2017, anteriormente ocupó la alcaldía desde el 16 de junio de 2007 al 13 de junio de 2015. Ha sido Diputada a las cortes generales y Senadora del Senado de España desde 13 de enero de 2016 al 17 de agosto de 2023.

## Biografía
Licenciada en Medicina por la Universidad de Córdoba en 1983. A partir de 1984 ejerce  en el Hospital Carlos Haya de Málaga hasta 1986, año en el que aprueba la oposición como titular de médico de familia en la localidad de San Pedro Alcántara (Málaga), en cuyo centro de salud ejerció hasta 1994, cuando pidió excedencia por cargo público. En febrero de 1997 fue nombrada directora general de Ordenación de las Migraciones en el Ministerio de Trabajo y Asuntos Sociales, siendo Javier Arenas el titular del mismo, y cesando dos años después (febrero de 1999).
Ocupó el cargo de alcaldesa de Marbella desde las elecciones de 2007 hasta las elecciones del año 2015. Fue elegida diputada en el Parlamento de Andalucía por primera vez en 1996, pasando más adelante al Congreso, tras resultar elegida diputada por Málaga en las elecciones generales de 2000. En noviembre de 2012 fue elegida Presidenta de la FAMP (cargo en el que cesó en noviembre de 2015) y también presidió la Red Española de Ciudades por el Clima (desde junio de 2020 hasta abril de 2022, mes en el que fue relevada por el alcalde de Sevilla, Antonio Muñoz).

## Alcaldesa de Marbella

### Primer mandato (2007-2011)
Ángeles Muñoz llegó a la Alcaldía de Marbella en 2007, la localidad más azotada por la corrupción, en la que consiguió arrasar con mayoría absoluta, al obtener 16 concejales de los 27 que conforman la corporación municipal.

### Segundo mandato (2011-2015)
Tras este primer mandato, Ángeles Muñoz revalidó su mayoría absoluta en 2011, con un porcentaje de votos ligeramente superior al de 2007, por encima del 50 por ciento.

### Tercer mandato (2015-2019): Oposición y gobierno
El 14 de agosto de 2017, el Partido Popular y Opción Sampedreña, presentan una moción de censura contra el anterior alcalde José Bernal (PSOE), para convocar así un Pleno extraordinario para su debate y votación. La moción llega tras la decisión de Opción Sampedreña (OSP) de romper con el Gobierno formado hasta entonces con Costa del Sol Sí se Puede e Izquierda Unida. El 29 de agosto de 2017, en el Pleno extraordinario convocado, sale adelante la moción y es proclamada de nuevo alcaldesa de Marbella, recuperando así el Ayuntamiento que perdió tras las elecciones municipales de 2015.

### Cuarto mandato (2019-actualidad)
En 2019, Ángeles Muñoz fue reelegida como alcaldesa de Marbella por cuarta vez. Este mandato estuvo marcado por la llegada de la pandemia en marzo de 2020. Desde el Ayuntamiento se realizaron test de detección COVID en los centros de participación activa, al personal del Consistorio y además se realizaron labores de desinfección en espacios públicos, residencias de mayores, centros sanitarios y farmacias. La alcaldesa se incorporó como voluntaria en el Hospital Costa del Sol.
En 2023 se sube el sueldo y pasa a cobrar más que Juanma Moreno, presidente de la Junta de Andalucía, y Pedro Sánchez, presidente del Gobierno de España.

## Polémicas

### Cesión de suelos a Benahavís
Ángeles Muñoz impulsó una modificación de las lindes entre los términos municipales de Marbella y Benahavís, en cuyo ayuntamiento ella había sido concejal años atrás y donde residió con su marido, el empresario inmobiliario Lars Gunnar Broberg. El propio empresario y su hermano Jim Emil Birger Broberg actuaron en parte del área afectada por dicho deslinde, donde promovieron una urbanización conocida como Vegas del Colorado. La alcaldesa defendió dicha operación en comisiones y pleno municipal, por lo que fue criticada en diversas ocasiones por lo que plataformas y partidos consideraron un claro conflicto de interés entre su deber público y los intereses privados de las empresas de su marido y cuñado, pero ella negó ese supuesto beneficio.
La polémica llegó a su cénit cuando el partido Opción Sampedreña (OSP) decidió cambiar de opinión y apoyar el deslinde, a la que se había opuesto con rotundidad mientras gobernaba con José Bernal, tras promover una moción de censura junto al PP contra el entonces alcalde socialista.         
Finalmente el Tribunal Superior de Justicia de Andalucía (TSJA) anuló el cambio de lindes entre Marbella y Benahavís que PP y OSP aprobaron como socios de gobierno en 2018.

### Escándalo de la trama sueca de narcotráfico
En febrero de 2021, la policía española registró las empresas de Lars Gunnar Broberg y Joakim Peter Broberg —respectivamente marido e hijastro de Ángeles Muñoz—, en el marco de una acción conjunta con las fuerzas de seguridad de Suecia, contra una banda de narcotraficantes del país nórdico. Poco después se pudo saber que Joakim se había fugado del país, siendo detenido en julio de ese mismo año en Brasil, donde ingresó en prisión, hasta su extradición a España.
En octubre de 2022, el marido e hijastro de Ángeles Muñoz fueron procesados por el juez García Castellón de la Audiencia Nacional, quien le imputó presuntos delitos de blanqueo de capitales para la mencionada banda de narcotraficantes suecos. En el auto el magistrado solicitaba 25 y 27 millones de euros de fianza respectivamente para satisfacer posibles responsabilidades penales, advirtiéndoles de que, si no consignasen dichas cantidades en plazo, se procedería al embargo de sus bienes en cuantía suficiente para cubrir esas cantidades.

### Incremento de su patrimonio
El Diario especuló con que Ángeles Muñoz había acumulado más de 12 millones de euros en tres décadas de vida política. No ha sido imputada por ningún cargo.